# Rizwana Hasan
Syeda Rizwana Hasan (nacida el 15 de enero de 1968) es una abogada y ambientalista de Bangladés. Se ha centrado especialmente en las reglamentaciones para la industria del desguace de buques en Bangladés y recibió el Premio Ambiental Goldman en 2009. También recibió el premio Ramón Magsaysay en 2012 por su "coraje intransigente y liderazgo apasionado en una campaña de activismo judicial en Bangladesh que afirma el derecho de las personas a un buen medio ambiente como nada menos que su derecho a la dignidad y la vida".

## Temprana edad y educación
Syeda Rizwana Hasan nació el 15 de enero de 1968. Asistió a Viqarunnisa Noon School and College para su educación secundaria y Holy Cross College para su educación secundaria superior, antes de asistir a la Universidad de Daca para obtener su licenciatura y maestría en derecho.

## Carrera profesional
Hasan se involucró en la industria del desguace de barcos, demandando por primera vez a los astilleros de desguace en Chittagong en 2003, entre otras razones, por provocar peligros para la salud de los trabajadores, malas condiciones de trabajo y eliminación inadecuada de desechos. En respuesta, en marzo de 2003, el tribunal declaró ilegal el desguace de buques sin una autorización ambiental del departamento correspondiente. Hasan continúa esforzándose por obtener más derechos laborales y un entorno laboral más seguro en la industria. También ha demandado con éxito a organizaciones involucradas en el llenado de lagos para construir bienes raíces, el uso indebido de polietileno, la tala de colinas, la deforestación, el cultivo de camarones y la construcción de establecimientos ilegales en la isla de St. Martin. 

## Premios
Bajo el liderazgo de Hasan, BELA ganó el Cuadro de Honor Global 500 en 2003 por el Programa de las Naciones Unidas para el Medio Ambiente. Ella misma ganó:
- Premio Medioambiental Inaugural en 2007, otorgado por el Ministerio de Silvicultura y Medio Ambiente del Gobierno de Bangladés, por la sensibilización medioambiental.
- Premio Celebrating Womenhood Award en 2008 por la Asociación de Declaraciones Creativas y Asia Meridional con sede en Nepal
- Premio Ambiental Goldman en 2009.[1]
- Premio Ramón Magsaysay en 2012[2]

También ha sido calificada como Héroe del Medio Ambiente por la revista de noticias estadounidense TIME.

## Vida personal
Hasan nació en Habiganj. Sus padres son Syed Mahibul Hasan y Suraiya Hasan. Se casó con su compañero de estudios, el abogado y empresario Abu Bakr Siddique, con quien tuvo una hija y dos hijos.

## Trabajos seleccionados
- Leyes y decisiones sobre indemnización en Bangladesh, 2001
- Decisiones judiciales sobre medio ambiente en el sur de Asia : hasta 2000, 2005
- Decisiones judiciales sobre medio ambiente en Asia meridional, 2001-2004, 2006
- Tribunal Supremo de conservación de humedales, 2014